# Infecció oportunista
Una infecció oportunista és una infecció causada per patògens (bacteris, virus, fongs, o protozous) que aprofiten una oportunitat normalment no disponible, com ara un amfitrió amb un sistema immunitari debilitat, una microbiota alterada (com ara una flora intestinal debilitada), o un trencament de les barreres integumentàries. Molts d'aquests patògens no causen malalties a un amfitrió sa que tingui un sistema immunitari normal. Tanmateix, un sistema immunitari compromès, una lesió penetrant, o una manca de competència de comensals normals esdevé una oportunitat per al patogen per infectar l'hoste.

## Sistema immunitari
Article principal.
La immunodeficiència o la immunosupressió poden ser causades per:
- Malnutrició
- Fatiga
- Infeccions recurrents
- Agents immunosupressors per destinataris de trasplantaments d'òrgans
- Infecció avançada de VIH
- Quimioteràpia pel càncer
- Predisposició genètica
- Dany a la pell
- Tractament amb antibiòtics que causa la mort del microbioma fisiològic, permetent que alguns microorganismes ocupin el lloc dels microorganismes preexistents i esdevinguin patògens (p. ex. la destrucció de la microbiota intestinal pot conduir a una infecció de Clostridium difficile)
- Embaràs
- Envelliment
- Leucopènia (p. ex. neutropènia i limfocitopènia)

La manca o destrucció de la microbiota vaginal normal permet la proliferació de microorganismes oportunistes que poden causar vaginosi bacteriana.

## Tipus d'infeccions
Llista parcial d'organismes oportunistes:
- Aspergillus sp.
- Candida albicans
- Clostridium difficile
- Coccidioides immitis
- Cryptococcus neoformans
- Cryptosporidium
- Citomegalovirus
- Geomyces destructans (Ratpenats)
- Histoplasma capsulatum
- Isospora belli
- Polyomavirus JC polyomavirus, el virus que causa leucoencefalopatia multifocal progressiva.
- Sarcoma de Kaposi causat per Humà herpesvirus 8 (HHV8)
- Legionella pneumophila
- Microsporidium
- Mycobacterium avium complex (MAC)
- Mycobacterium tuberculosis
- Pneumocystis jirovecii
- Pseudomonas aeruginosa
- Salmonel·la
- Staphylococcus aureus
- Streptococcus pneumoniae
- Streptococcus pyogenes
- Toxoplasma gondii

## Profilaxi
Com que les infeccions oportunistes poden causar malalties greus, convé prendre les mesures adients per impedir la infecció. Aquesta estratègia normalment inclou la restauració del sistema immunitari el més aviat possible, evitant l'exposició a agents contagiosos, i fent servir medicacions dirigides contra infeccions específiques.

### Restauració del sistema immunitari
- Per als pacients amb VIH és fonamental començar la teràpia antiretroviral per restaurar el sistema immunitari i reduir la incidència d'infeccions oportunistes.[4][5]
- Per als pacients de quimioteràpia, la finalització i la recuperació del tractament és el mètode primari per a la restauració de sistema immunitari. A certs pacients amb un risc elevat de contreure malalties infeccioses oportunistes, se'ls pot administrar factors estimuladors de colònies de granulòcits (G-CSF, de l'anglès granulocyte colony-stimulating factor) per ajudar a la recuperació de sistema immunitari.[6][7]

### Exposicions que s'han d'evitar[8]
- Femtes de gat; poden ser una font de Toxoplasma gondii, Bartonella spp.
- Menjar carn o ous crus, sucs o productes làctics sense pasteuritzar.
- Fonts potencials de tuberculosi.
- Contacte amb animals de granja, especialment si tenen diarrea; poden ser una font de Toxoplasma gondii, Cryptosporidium parvum.
- Pols i terra de zones on hi hagi incidència d'histoplasmosis i coccidioidomicosi.
- Rèptils i polls; poden ser una font de Salmonel·la spp.
- Sexe sense protecció amb individus afectats de malalties de transmissió sexual. Qualsevol pràctica sexual que pugui resultar en l'exposició oral a la femta.

### Medicaments profilàctics
Per tal d'impedir una possible infecció oportunista sovint s'administren medicaments profilàctics als individus amb un risc més elevat. El risc de desenvolupar una infecció oportunista es calcula de manera aproximada utilitzant un recompte de cèl·lules CD4 del pacient i de vegades també amb altres indicadors de susceptibilitat. Alguns dels tractaments profilàctics més freqüents són:
| Infecció                    | Condició per administrar medicaments profilàctics                       | Agent        |
| --------------------------- | ----------------------------------------------------------------------- | ------------ |
| Pneumocystis jirovecii      | CD4 < 200 cèl·lules/mm3 o presència de muguet                           | TMP-SMX      |
| Toxoplasma gondii           | CD4 < 100 cèl·lules/mm3 i immunoassaig positiu de Toxoplasma gondii IgG | TMP-SMX      |
| Mycobacterium avium complex | CD4 < 50                                                                | Azitromicina |

## Tractament
El tractament depèn del tipus d'infecció oportunista, però normalment s'administren antibiòtics.